# Colymbomorpha uniformis
Colymbomorpha uniformis är en skalbaggsart som beskrevs av Britton 1959. Colymbomorpha uniformis ingår i släktet Colymbomorpha och familjen Melolonthidae. Inga underarter finns listade i Catalogue of Life.